# Grand Frais
Grand Frais，中文直译为大新鲜，是法国一家的食品零售商，其总部位于日沃尔。

## 历史
1992年，法国商人德尼·迪蒙在其所在的里昂开设了首家Grand Frais商场。20世纪90年代末，另一个里昂商业家族Bahadourian兄弟与德尼·迪蒙合作，将Grand Frais发展成为连锁店铺。此后Grand Frais的加盟门店越来越多，其首家境外门店于2013年4月在比利时梅桑西开业。法国零售巨头卡西诺集团曾于2023年6月提出收购Grand Frais的意向，但截至同年10月尚无结果。

## 运营特点
Grand Frais的主要经营范围为各类食品。和其他同类零售商店相比，Grand Frais的产品多为生鲜及生态（bio）食品，极少有冷冻品出售。

## 规模
截至2023年10月，Grand Frais在法国境内共有超过300家门店，总雇员数量超过一万人。
Grand Frais多以独立建筑的形式分布于城市边缘的商业区。因竞争及运输等因素，Grand Frais在巴黎没有门店，在整个大巴黎都会区也仅有4家门店。

## 争议
2023年1月，Grand Frais因未设立员工保障委员会而遭到法国联合工会的起诉。